# 인도네시아 에어아시아의 운항 노선
2018년 1월 기준, 인도네시아 에어아시아는 다음의 노선을 운항 중이다.

## 운항 노선

### 아시아

#### 동아시아
- 마카오
  - 마카오 - 마카오 국제공항

#### 동남아시아
- 말레이시아
  - 쿠알라룸푸르 - 쿠알라룸푸르 국제공항 허브
  - 페낭 - 페낭 국제공항
- 싱가포르
  - 싱가포르 - 싱가포르 창이 국제공항
- 인도네시아
  - 자카르카 - 수카르노 하타 국제공항 허브
  - 덴파사르 - 응우라라이 국제공항
  - 메단 - 쿠알라나무 국제공항
  - 반둥 - 후세인 사스트라네가라 국제공항
  - 수라바야 - 주안다 국제공항
  - 스마랑 -아흐마드 야니 국제공항
  - 욕야카르타 - 아디스킵토 국제공항
  - 파당 - 미낭카바우 국제공항 - (2018년 2월 9일 신규취항)
  - 팔렘방 - 술탄 마흐무드 바다루딘 2세 공항
- 태국
  - 방콕 - 돈므앙 국제공항

### 오세아니아
- 오스트레일리아
  - 다윈 - 다윈 국제공항 - (2018년 1월 28일 단항)
  - 퍼스 - 퍼스 공항

## 단항 노선

### 아시아

#### 동아시아
- 홍콩
  - 홍콩 - 홍콩 첵랍콕 국제공항

#### 동남아시아
- 말레이시아
  - 코타키나발루 - 코타키나발루 국제공항
  - 조호르바루 - 세나이 국제공항
- 인도네시아
  - 롬복 - 롬복 국제공항
  - 마카사르 - 술탄 하사누딘 국제공항
  - 솔로 - 아디수마르모 국제공항
  - 페칸바루 - 술탄 샤리프 카심 2세 국제공항
- 태국
  - 푸켓 - 푸켓 국제공항

#### 남아시아
- 인도
  - 콜카타 - 네타지 수바시 찬드라 보스 국제공항